# 中南大学文学与新闻传播学院
中南大学文学与新闻传播学院在原中文系的基础上于2002年7月挂牌成立，是学校重点扶持的新兴学院之一，原名为“中南大学文学院”，2015年6月更名为“中南大学文学与新闻传播学院”。现任党委书记罗军飞研究员，现任院长白寅教授。

## 学院机构
学院下设两系：中文系、传媒系。现有三个本科专业：汉语言文学、数字出版、广播电视学。拥有中国语言文学一级学科博士和硕士学位授权点、美学二级学科硕士学位授权点以及新闻与传播专业硕士学位授权点。
学院设有四个研究中心，四个研究基地及两个研究所：

### 研究中心
- 中南大学融媒体发展研究中心
- 中南大学中非合作与发展研究中心
- 中国文化产业品牌研究中心
- 湖南作家研究中心

### 研究基地
- 文化产业品牌研究基地
- 文学创作与传播研究基地
- 中华经典吟唱研究与传播基地
- 中国作协网络文学研究基地

### 研究所
- 瑶族语言文学研究所
- 健康传播研究所[1]

## 重点学科

### 中南大学重点学科
- 文艺学
- 中国古代文学
- 现当代文学方向
- 汉语言文字学
- 比较文学与世界文学[3]。

### 新闻传播学重点学科
- 跨文化传播
- 新媒体传播研究
- 文化产业
- 新闻传播实务[3]。